# Restio
Restio är ett släkte av gräsväxter. Restio ingår i familjen Restionaceae.

## Bildgalleri

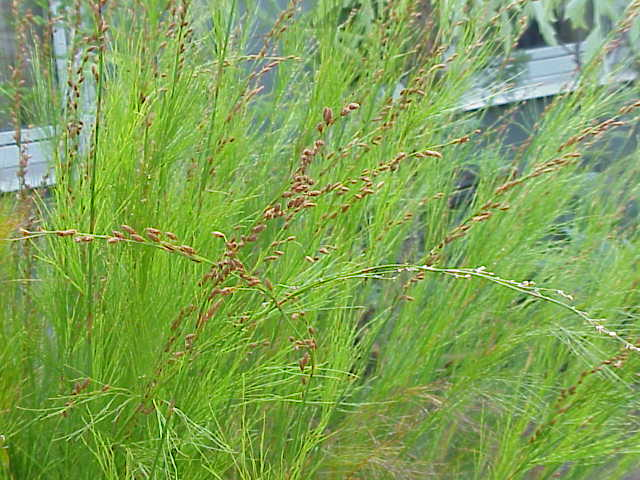
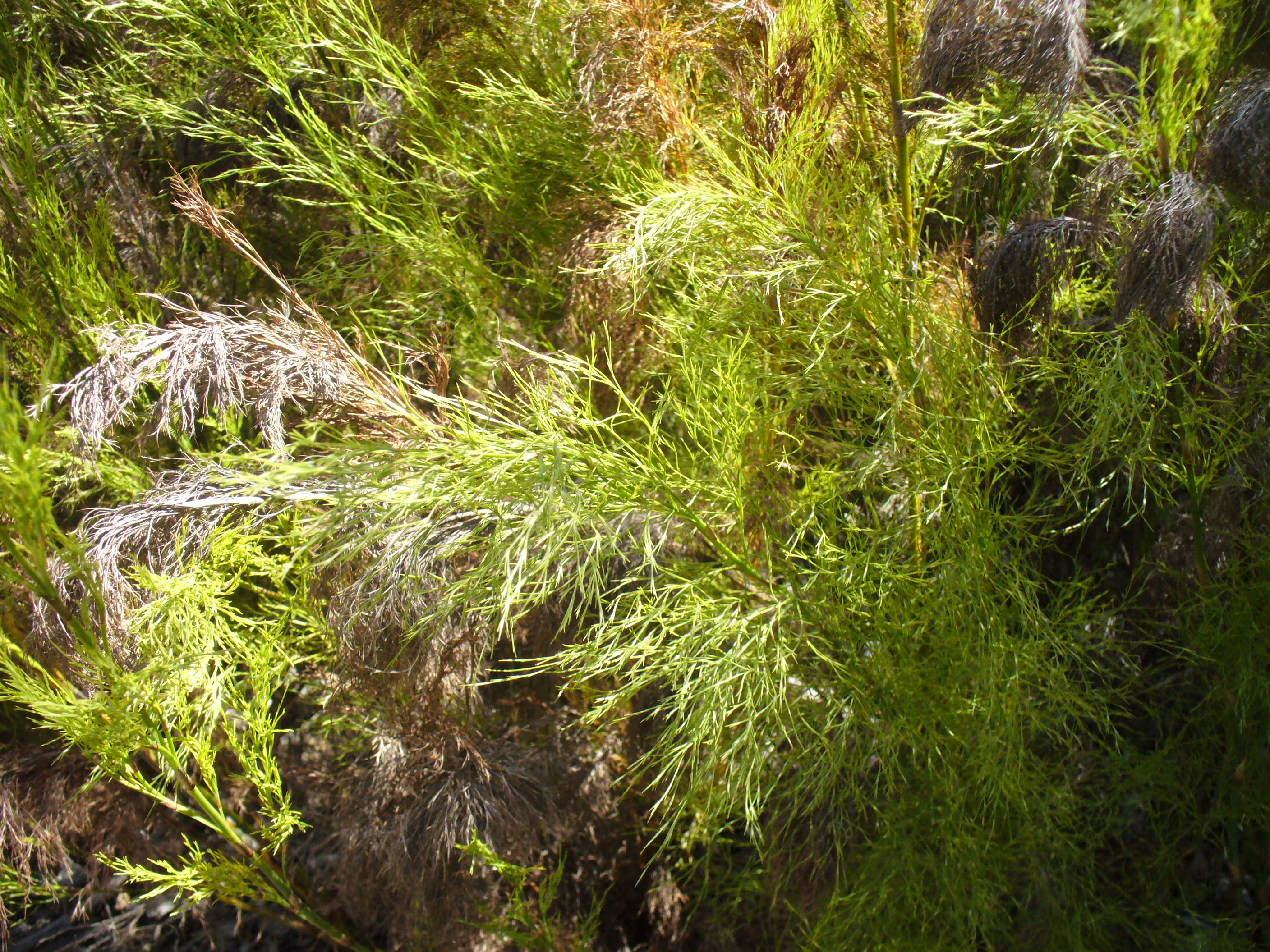
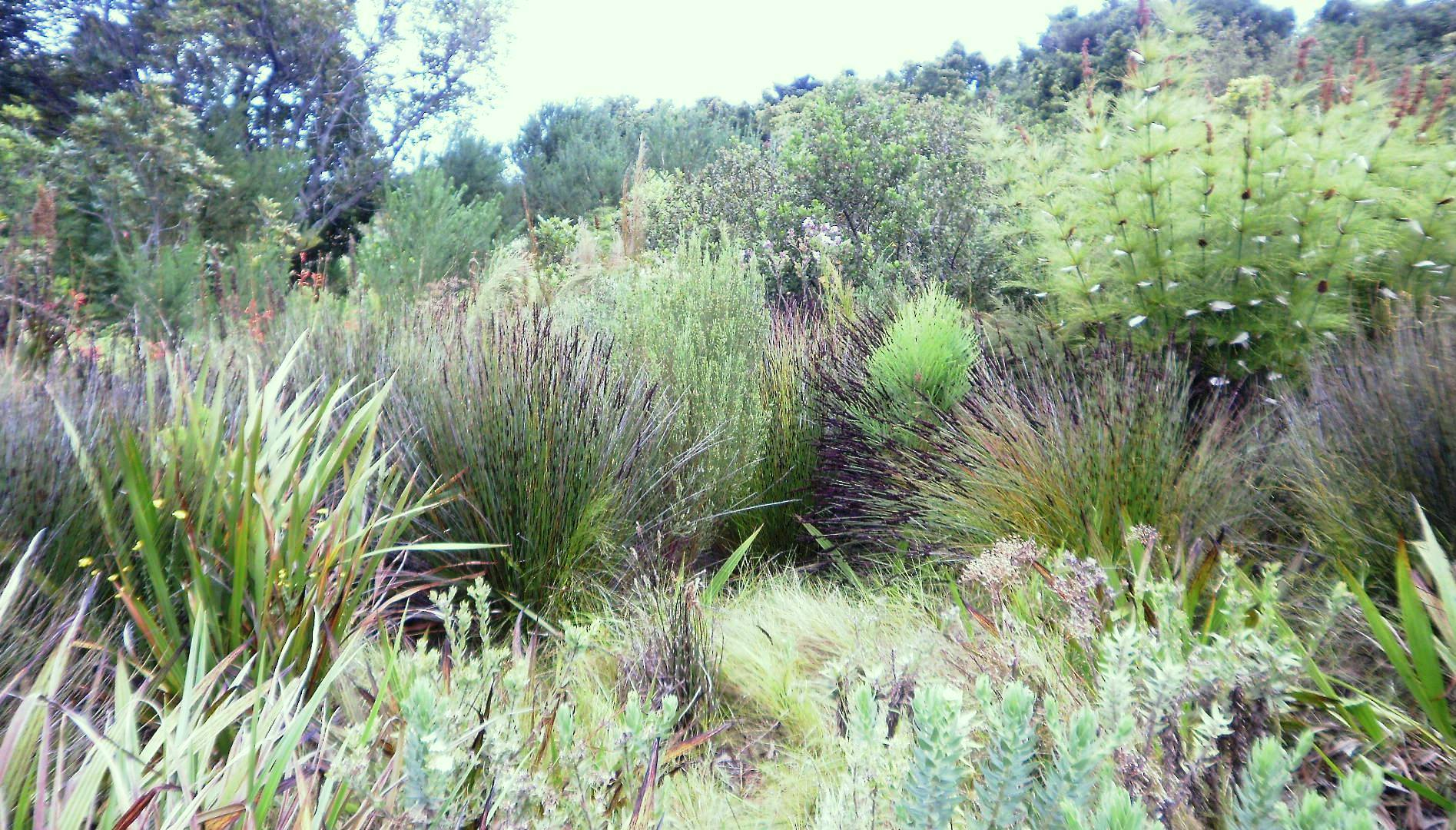
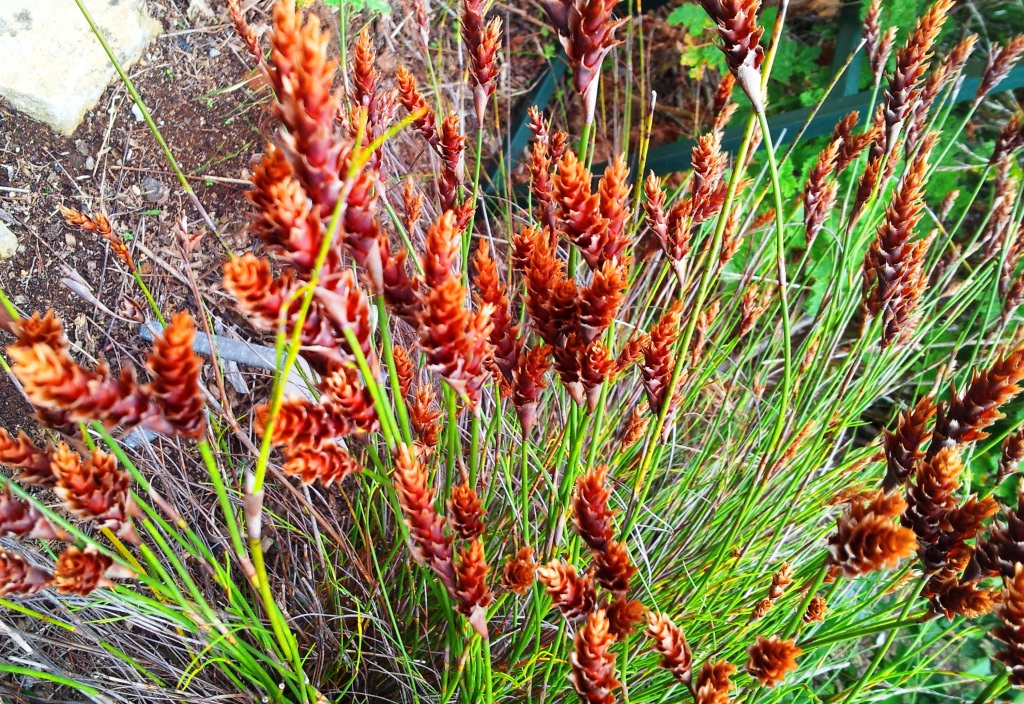

## Dottertaxa tillRestio, i alfabetisk ordning[1]
- Restio acockii
- Restio adpressus
- Restio affinis
- Restio albotuberculatus
- Restio alticola
- Restio andreaeanus
- Restio anomalus
- Restio arcuatus
- Restio aridus
- Restio asperus
- Restio aureolus
- Restio bifarius
- Restio bifidus
- Restio bifurcus
- Restio bolusii
- Restio brachiatus
- Restio brunneus
- Restio burchellii
- Restio caespitosus
- Restio calcicola
- Restio capensis
- Restio capillaris
- Restio cedarbergensis
- Restio cincinnatus
- Restio clandestinus
- Restio coactilis
- Restio colliculospermus
- Restio communis
- Restio confusus
- Restio conspicatus
- Restio corneolus
- Restio curvibracteatus
- Restio curviramis
- Restio cymosus
- Restio debilis
- Restio decipiens
- Restio degenerans
- Restio dispar
- Restio distans
- Restio distichus
- Restio distractus
- Restio distylis
- Restio dodii
- Restio durus
- Restio duthieae
- Restio echinatus
- Restio egregius
- Restio ejuncidus
- Restio eleocharis
- Restio elsieae
- Restio esterhuyseniae
- Restio exilis
- Restio femineus
- Restio festuciformis
- Restio filicaulis
- Restio filiformis
- Restio fourcadei
- Restio fragilis
- Restio fraternus
- Restio fuscidulus
- Restio fusiformis
- Restio gaudichaudianus
- Restio gossypinus
- Restio harveyi
- Restio helenae
- Restio hyalinus
- Restio hystrix
- Restio implicatus
- Restio impolitus
- Restio inconspicuus
- Restio ingens
- Restio insignis
- Restio inveteratus
- Restio involutus
- Restio karooicus
- Restio laniger
- Restio leptoclados
- Restio leptostachyus
- Restio levynsiae
- Restio longiaristatus
- Restio luxurians
- Restio macer
- Restio marlothii
- Restio micans
- Restio miser
- Restio monanthos
- Restio monostylis
- Restio montanus
- Restio muirii
- Restio multiflorus
- Restio nanus
- Restio nodosus
- Restio nubigensis
- Restio nudiflorus
- Restio nuwebergensis
- Restio obscurus
- Restio occultus
- Restio ocreatus
- Restio pachystachyus
- Restio paludicola
- Restio paludosus
- Restio paniculatus
- Restio papillosus
- Restio papyraceus
- Restio partenocarpos
- Restio parvispiculus
- Restio patens
- Restio peculiaris
- Restio pedicellatus
- Restio perplexus
- Restio perseverans
- Restio pillansii
- Restio praeacutus
- Restio pratensis
- Restio pulcher
- Restio pulvinatus
- Restio pumilus
- Restio purpurascens
- Restio pygmaeus
- Restio quadratus
- Restio quinquefarius
- Restio ramosissimus
- Restio rarus
- Restio rigidus
- Restio rigoratus
- Restio rivulus
- Restio rottboellioides
- Restio rudolfii
- Restio rupicola
- Restio sabulosus
- Restio saroclados
- Restio saxatilis
- Restio scaber
- Restio scaberulus
- Restio schoenoides
- Restio secundus
- Restio sejunctus
- Restio setiger
- Restio sieberi
- Restio similis
- Restio singularis
- Restio sporadicus
- Restio stereocaulis
- Restio stokoei
- Restio strictus
- Restio strobilifer
- Restio subtilis
- Restio subverticillatus
- Restio tenuispicatus
- Restio tenuissimus
- Restio tetragonus
- Restio triflorus
- Restio triticeus
- Restio tuberculatus
- Restio unispicatus
- Restio wallichii
- Restio vallis-simius
- Restio verrucosus
- Restio versatilis
- Restio vilis
- Restio villosus
- Restio vimineus
- Restio virgeus
- Restio wittebergensis
- Restio zuluensis
- Restio zwartbergensis